# Coelichneumon brunneri
Coelichneumon brunneri là một loài tò vò trong họ Ichneumonidae.